# Timoteu (escultor)
Timoteu (en grec antic: Τιμόθεος, llatí: Timotheus) fou un escultor de l'antiga Grècia que va pertànyer a l'escola àtica, i va viure al temps d'Escopes i Praxíteles. Va actuar sobretot a Epidaure.
Va ser un dels artistes que va executar els baixos relleus que adornaven el fris del Mausoleu d'Halicarnàs aproximadament a 107 Olimpíada (any 352 aC) on li va correspondre la paret sud (Escopes, Briaxis i Leòcares van fer les altres tres). Plini diu que no va quedar determinat quin dels quatre artistes havia fet la millor obra. Alguns autors grecs no obstant no esmenten a Timoteu i atribueixen l'obra d'aquell costat del fris a Praxíteles, segons diu Vitruvi.
També va esculpir una estàtua d'Àrtemis col·locada al costat de l'Apol·lo d'Escopes i la Latona de Praxíteles al temple que August va construir al Palatí. Pausànies l'esmenta com l'autor d'una estàtua a Trezè que els ciutadans pensaven que representava a Hipòlit, però ell va considerar que era una estàtua d'Asclepi. Plini també diu que va fer estàtues que representaven homes armats, atletes, caçadors i sacerdots.
Treballava especialment el marbre i si va tocar també el bronze, no es pot assegurar.